# ریجی ساتو
ریجی ساتو (انگلیسی: Reiji Sato؛ زادهٔ ۲۷ مهٔ ۱۹۹۳) بازیکن فوتبال اهل ژاپن است.